# Interkontinentální pohár 2003
Čtyřicátý druhý ročník Interkontinentálního poháru byl odehrán 14. prosince 2003 na Nissan Stadium v Jokohamě. Ve vzájemném zápase se střetli vítěz Ligy mistrů UEFA v ročníku 2002/03 – AC Milán a vítěz Poháru osvoboditelů v ročníku 2003 – CA Boca Juniors.

## Zápas
| 14. prosince 2003 19.15 JST (UTC +9) (11.15 SEČ) |        |                 |                                                                   |
| AC Milán                                         | 1 : 1  | CA Boca Juniors | Nissan Stadium, Jokohama diváci: 66.767 rozhodčí: Valentin Ivanov |
| Tomasson 23'                                     | Report | 28' Donnet      | Nissan Stadium, Jokohama diváci: 66.767 rozhodčí: Valentin Ivanov |

|                                    |       | Penaltový rozstřel               |  |
| Pirlo Rui Costa Seedorf Costacurta | 1 : 3 | Schiavi Battaglia Donnet Cascini |  |

| AC Milán | CA Boca Juniors |

| Muž zápasu: Matías Donnet (CA Boca Juniors) |

## Vítěz
| Interkontinentální pohár 2003 CA Boca Juniors (3. vítězství) |